# Rochinia crassa
Rochinia crassa är en kräftdjursart som först beskrevs av Alphonse Milne-Edwards 1879.  Rochinia crassa ingår i släktet Rochinia och familjen Pisidae. Inga underarter finns listade i Catalogue of Life.

## Bildgalleri

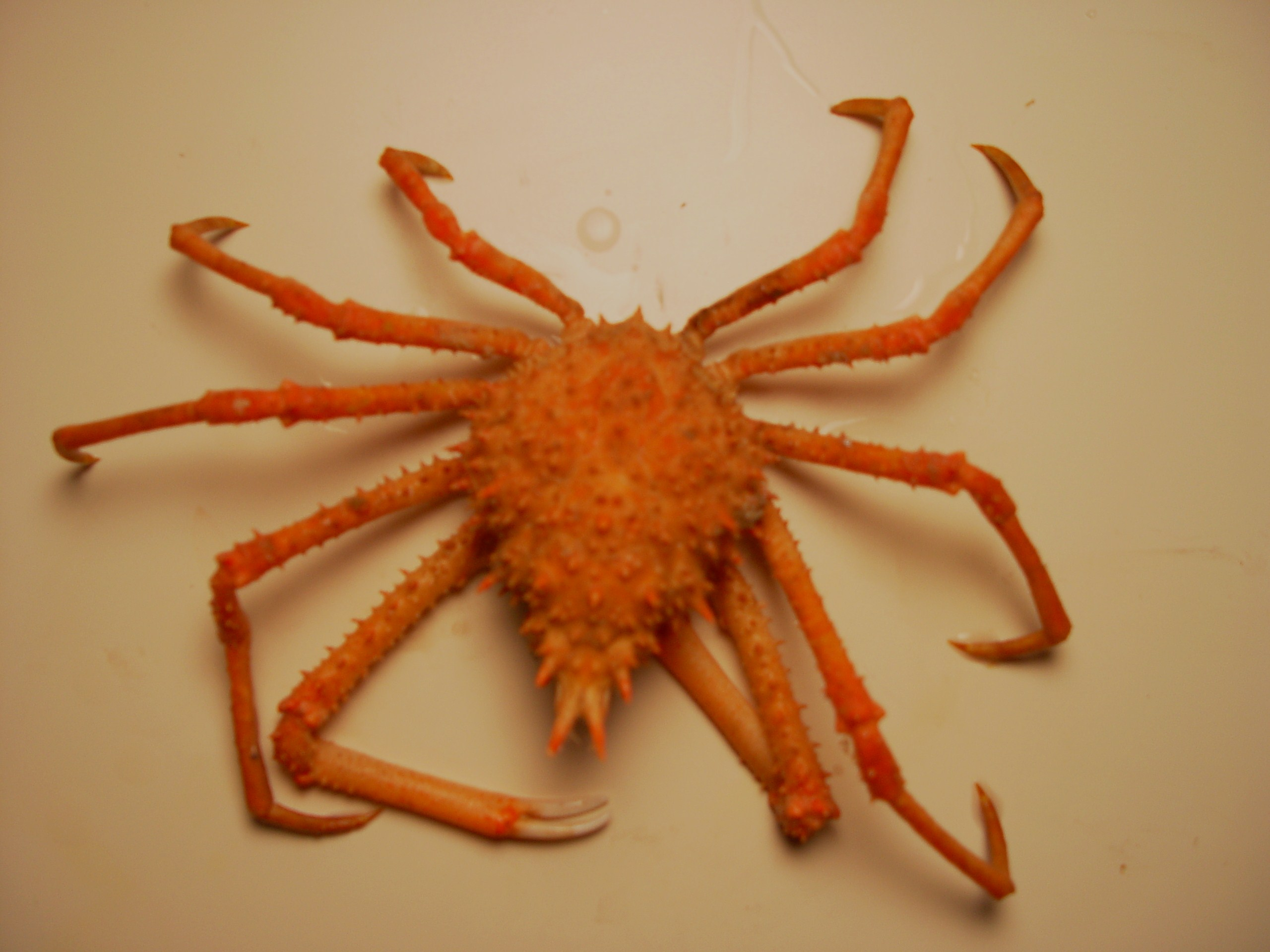
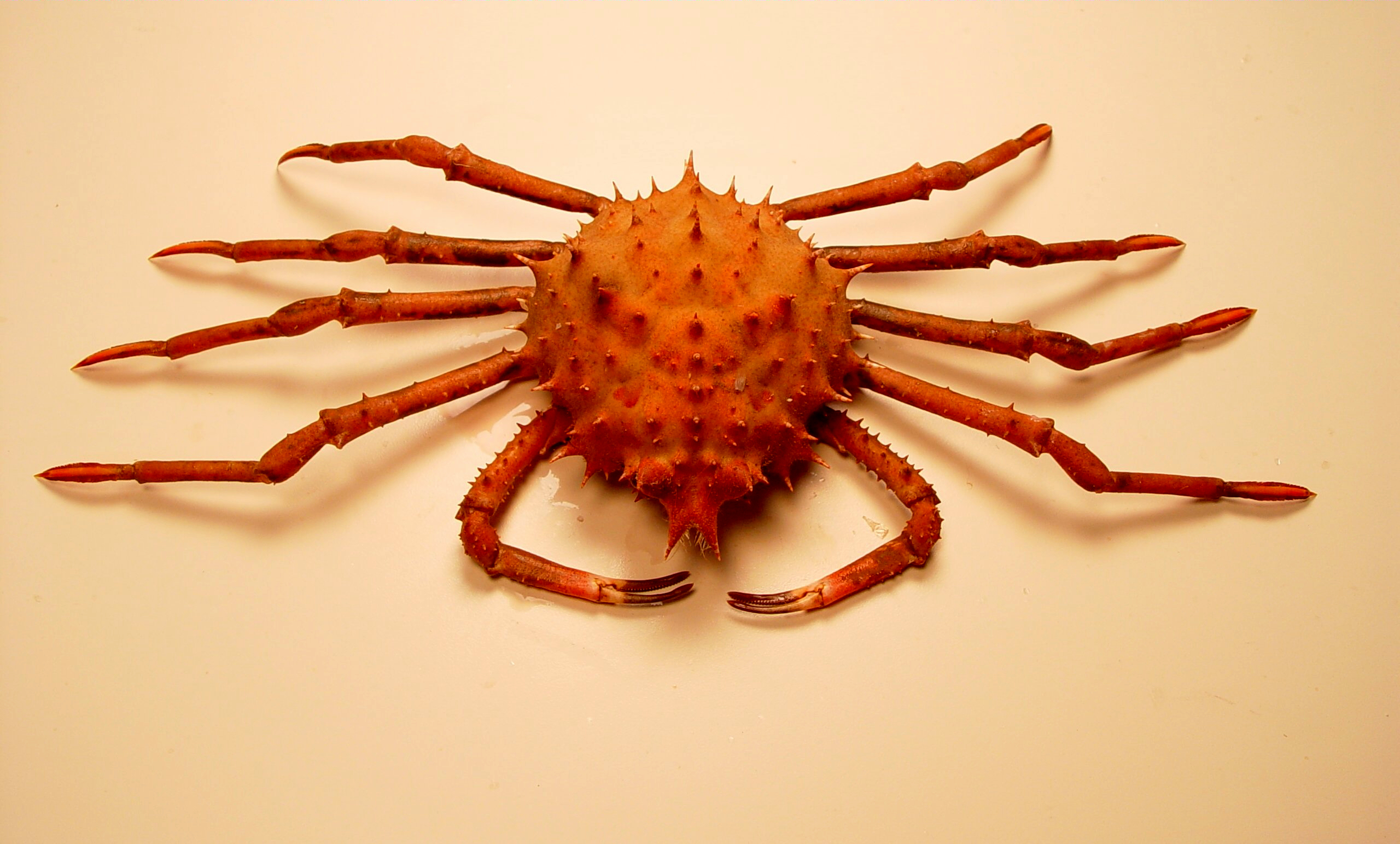